# شرى صباغي
الشرى الصباغي (المعروف أيضًا باسم الإندفاع المعمم في كثرة الخلايا البدينة (نوع الطفولة)  :616 ) هو الشكل الأكثر شيوعًا لكثرة الخلايا البدينة الجلدية. وهو مرض نادر يحدث بسبب الأعداد المفرطة من الخلايا البدينة في الجلد التي تنتج خلايا أو آفات على الجلد عند تهيجها.

## العلامات والأعراض
يتميز الشرى الصباغي بكميات مفرطة من الخلايا البدينة في الجلد. غالبًا ما تظهر البقع الحمراء أو البنية على الجلد، عادةً حول الصدر والجبهة والظهر. هذه الخلايا البدينة، عندما تهيج (عن طريق فرك الجلد، والتعرض للحرارة) ، تنتج الكثير من الهيستامين ، مما يؤدي إلى رد فعل تحسسي يؤدي إلى ظهور شرى في منطقة التهيج، يشار إليها أحيانًا باسم علامة داريير . عادة ما يتبع رد الفعل هذا الحكة الشديدة، وحك المنطقة لا يؤدي إلا إلى المزيد من الأعراض. يمكن أن تكون الأعراض خفيفة (احمرار الجلد والشرى التي لا تتطلب علاجًا) ، أو معتدلة (الإسهال، عدم انتظام دقات القلب ، الغثيان / القيء، الصداع، الإغماء) ، أو تهدد الحياة (انهيار الأوعية الدموية التي تتطلب دخول المستشفى والعلاج الطارئ).

## السبب
تحدث غالبية حالات الشرى الصباغي عن طريق طفرة نقطية في الأحماض الأمينية 816 من مجموعة proto-oncogene c-kit. يعتبر (c-kit) بروتين عابر للغشاء يرسل إشارة عند ارتباطه بعامل نمو الخلايا البدينة (MCGF) إلى الخلية للإنقسام. يمكن أن تؤدي الطفرات في الموضع 816 للمجموعة c-kit إلى إرسال إشارة إنقسام ثابتة إلى الخلايا البدينة، مما يؤدي إلى تكاثر غير طبيعي. تم ربط الطفرات المختلفة بأوقات ظهور المرض المختلفة. على سبيل المثال، ارتبطت الطفرات Asp816Phe و Asp816Val ( الأسبارتات عادة في الموضع 816 في بروتين سي-كيت تم تبديله مع فينيل ألانين أو فالين على التوالي) بالمظاهر المبكرة للمرض (متوسط عمر البدء: 1.3 و 5.9 شهرًا على التوالي ).   يتم تشفير جين c-kit في موضع q12 للكروموسوم 4. 

### مهيجات
هناك عدة عوامل يمكن أن تؤدي إلى تفاقم أعراض الشرى الصباغي: 

- ضغط عاطفي
- المنبهات الجسدية مثل الحرارة والإحتكاك والتمارين المفرطة
- السموم البكتيرية
- السم
- قطرات العين التي تحتوي على ديكستران
- مضادات الالتهاب غير الستيروئيدية
- الكحول
- مورفين

يمكن الإعتراض على تصنيف مضادات الإلتهاب غير الستيروئيدية. الأسبرين ، على سبيل المثال، يتسبب في تحلل الخلايا البدينة ، وإطلاق الهستامين، وتسبب في اشتعال الأعراض. ومع ذلك، تناول يوميا mg 81 الأسبرين قد يبقي الخلايا البدينة متحللة. وبالتالي، في حين أن الأعراض قد تتفاقم في البداية، إلا أنها يمكن أن تتحسن لأن الخلايا البدينة غير قادرة على إعادة التعبئة بالهيستامين.

## التشخيص

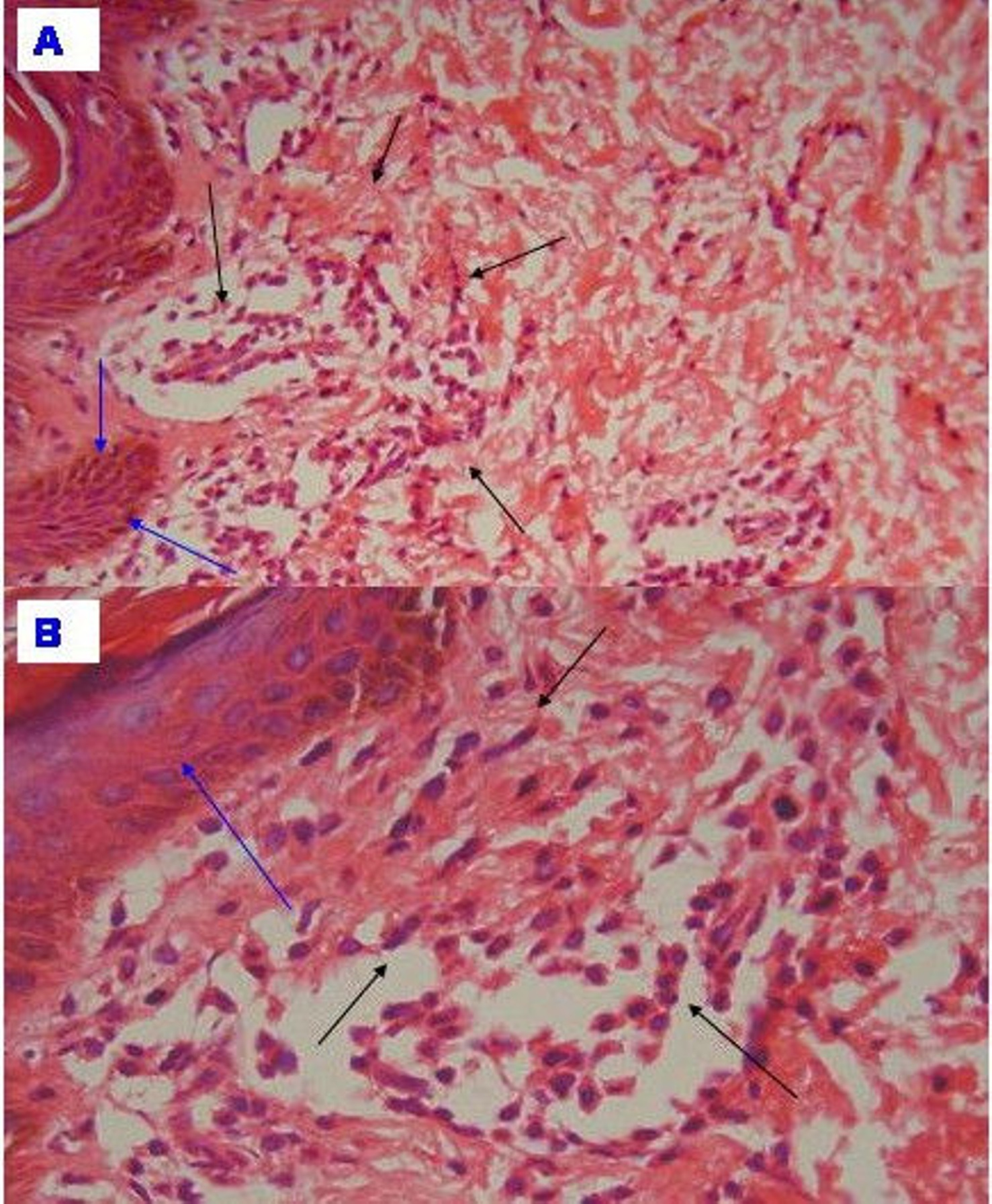
التشريح المرضي للشرى الصباغي ، يظهر الكثير من الخلايا على شكل المغزل مع السيتوبلازم اليوزيني ، أي الخلايا البدينة التي تتسلل إلى الأدمة والهياكل الزائدة (الأسهم السوداء). تظهر الخلايا القاعدية المزيد من التصبغ (الأسهم الزرقاء).

غالبًا ما يتم تشخيص المرض عند الطفل، عندما يأخذ الوالدان طفلهما لما يبدو أنه لدغات حشرة. لدغات الحشرات هي في الواقع كتل الخلايا البدينة. يمكن للأطباء تأكيد وجود الخلايا البدينة عن طريق فرك جلد الطفل. إذا ظهرت خلايا الشرى، فمن المرجح أن يدل على وجود الشرى الصباغي.

## العلاجات
لا توجد علاجات دائمة للشرى الصباغي. ومع ذلك، العلاجات ممكنة. يمكن استخدام معظم علاجات كثرة الخلايا البدينة لعلاج الشرى الصباغي. العديد من الأدوية الشائعة المضادة للحساسية مفيدة لأنها تقلل من قدرة الخلية البدينة على التفاعل مع الهيستامين. 
اقترحت دراسة سريرية واحدة على الأقل أن نيفيديبين ، وهو مانع لقناة الكالسيوم يستخدم لعلاج ارتفاع ضغط الدم، قد يقلل من تدهور الخلايا البدينة في المرضى الذين يعانون من الشرى الصباغي. دراسة 1984 من قبل Fairly et al. شملت مريضا مصابا بأعراض الشرى الصباغي الذي استجاب للنيفيديبين بجرعة 10   ملغ ثلاث مرات يوميا.  ومع ذلك، لم تتم الموافقة على نيفيديبين من قبل إدارة الغذاء والدواء الأمريكية لعلاج الشرى الصباغي.
كما تم استخدام مُثبِّت آخر للخلايا البدينة ، Gastrocrom ، وهو شكل من أشكال حمض الكروموجليك لتقليل تحلل الخلايا البدينة.

## علم الأوبئة
الشرى الصباغي مرض نادر يصيب أقل من 200.000 شخص في الولايات المتحدة .